# Proyecto hidroeléctrico Potrero del Clavillo
El complejo Potreros del Clavillo es un proyecto de aprovechamiento hidroeléctrico que estaría ubicado entre las provincias de Tucumán y Catamarca, en la República Argentina. El proyecto tuvo un principio de ejecución en el año 1974, pero fue detenido por orden de las autoridades de la última dictadura militar a partir de 1976.
Se trata de un conjunto de un embalse, más de diez presas derivadoras y tres centrales hidroeléctricas, con características que varían significativamente de una variante a otra.

## Historia y ubicación
El proyecto fue realizado en su primera versión en la década de 1960, y en el año 1974 fue oficialmente inaugurado, con la construcción de un obrador y algunas instalaciones menores. Después del golpe de Estado en Argentina de 1976, el ministro de Economía Martínez de Hoz ordenó detener las obras y destinó los fondos asignados a las mismas a otros destinos, entre ellos el estadio mundialista de Mar del Plata.
La obra pretendió ser reactivada en otras oportunidades, especialmente por los sucesivos gobiernos de la provincia de Catamarca, que lo intentaron en 1986 y en 1993. Volvió a ser mencionado nuevamente como proyecto a nivel nacional a partir de 2006, y desde entonces ha recibido fuerte apoyo de los gobiernos de ambas provincias implicadas.
El río de las Cañas recoge aguas de un amplio valle, enclavado entre dos ramales de la Sierra del Aconquija, formándose de la unión de una serie de pequeños ríos locales. Los bordes occidentales del valle reciben escasas lluvias, pero en su borde occidental las lluvias anuales superan los 700 mm anuales. El límite entre las provincias de Catamarca y Tucumán está establecido en la cadena que separa ese valle de los valles transversales que conducen a la llanura chaqueña. Del otro lado de esa cadena, en plena selva tucumano-oranense, las precipitaciones superan los 1000 mm anuales, y se concentran en verano. Mientras el valle superior está ubicado a más de 1600 m s. n. m., la zona llana del sur de la provincia de Tucumán está por debajo de los 600 m s. n. m. Ese desnivel es el que se pretende aprovechar con el proyecto.

## Complejo proyectado
El sitio donde se emplazaría el embalse principal sería el punto en que el río de las Cañas ingresa a la provincia de Tucumán, menos de un kilómetro aguas abajo del lugar donde éste se forma por la unión de varios cursos de agua de la provincia de Catamarca. A partir de allí se realizarían tres sucesivas conducciones hacia sendas centrales hidroeléctricas, incorporando aportes de otras corrientes de agua por tuberías, incluyendo algunos que no pertenecen a la cuenca del río Medina —continuación aguas abajo del río de las Cañas— sino al río Gastona. Por último, se requerirá la construcción de un pequeño embalse compensador, denominado "Villa Lola".
Entre los pequeños ríos que se desviarán hacia las centrales hidroeléctricas se cuentan los ríos Solco, Las Raíces, Cicerón, Las Pavas (Superior), Hondo, Jaya, Sonador, La Laguna, El Bolsón, Cochuna, Casa de Piedra, Vallecito y Esquina Grande. Junto a las obras de desviación, captación, transferencia y aprovechamiento, se propone también realizar obras de contención de crecientes en todos esos ríos, más algunos otros como los de la cuenca del río Chirimayo; el proyecto original considera además la construcción de un pequeño reservorio para compensación, para favorecer el riego. De esta manera, la obra servirá también para regular las crecidas estacionales y extraordinarias que se suelen producir en la zona, y facilitará el riego de unas 70 000 ha agrícolas.
La capacidad de almacenaje total de la represa superior se ha estimado en 109,2 hm³, y la del embalse compensador de Villa Lola en 95 hm³.
El proyecto en su conjunto tendría, en sus versiones más optimistas, una capacidad instalada de 339 MW y generará unos 445 GWh/año, una cifra que supera por más de tres veces la totalidad de la generación de energía hidroeléctrica que se genera actualmente en el noroeste argentino. En otras versiones, la capacidad baja a 240 MW, o incluso a 120 MW y 375 GWh/año.
De acuerdo a la opinión de expertos y funcionarios, el proyecto original deberá modificarse para superar el informes de impacto ambiental, que no se evaluó en 1974, y que hoy en día es un paso fundamental para la aprobación de proyectos hidroeléctricos. Por consiguiente, se espera que la producción sea significativamente menor que la proyectada en esos años, aunque la obra igual podría ser aprobada, ya que las obras no incluirían grandes extensiones inundadas.